# اریک کاتلر (بازیکن فوتبال)
اریک کاتلر (انگلیسی: Eric Cutler؛ زادهٔ 1900) بازیکن فوتبال است.